# Laura Antonelli
Laura Antonelli (Pola, 28 november 1941 – Ladispoli, 22 juni 2015) was een Italiaanse actrice. Tussen 1965 en 1991 speelde ze rollen in 45 langspeelfilms.
In het eerste decennium van haar carrière, van 1965 tot 1975, speelde ze een heleboel sexy rollen in Italiaanse - veelal erotische - komedies, waaronder La rivoluzione sessuale (1968), La malizie di Venere (1969), haar doorbraakfilm naar Venus in Pelz (1870), een beruchte erotische roman van Leopold von Sacher-Masoch, en de kaskraker Malizia (1973). In 1976 had ze een hoofdrol in het kostuumdrama L'innocente, de laatste film van Luchino Visconti. 
Ze had rollen in films van Dino Risi, Ettore Scola, Luigi Comencini en Luchino Visconti. In 1972 speelde ze in Docteur Popaul van Claude Chabrol. Ze kreeg een verhouding met haar tegenspeler Jean-Paul Belmondo die ze al had leren kennen op de set van de komische historische avonturenfilm Les Mariés de l'an II (1971). Ze volgde hem naar Parijs. Ze bleef er tot 1980 en speelde mee in een aantal Franse producties. 
In 1991 werd ze betrapt op het bezit van cocaïne. Hetzelfde jaar kampte ze met een extreme allergische reactie op een collageeninspuiting. Wél acteerde ze in de film Malizia 2000, een vervolg op haar twintig jaar eerdere succesvolle vertolking in Malizia uit 1973. De film flopte en rechtszaken vanwege de vondst van cocaïne in haar huis sleepten jaren aan, net als de procesvoering tegen de plastisch chirurg. Ze maakte na Malizia 2000 geen films meer. Met betrekking tot de cocaïne-aanklacht werd ze in 2006 uiteindelijk vrijgesproken en ontving ze een schadevergoeding van ruim honderdduizend euro. 
In 2015 werd ze dood aangetroffen in haar villa in Ladispoli waarin ze de laatste jaren teruggetrokken leefde. Antonelli is 73 jaar geworden.

## Filmografie
- Le sedicenni (1965)
- Dr. Goldfoot and the Girl Bombs (1966), als "Rosanna"
- Pardon, Are You for or Against? (1967)
- La Rivoluzione sessuale (Riccardo Ghione) (1968), als "Liliana"
- L'arcangelo (1969)
- Le malizie di Venere (Massimo Dallamano) (1969), als "Wanda von Dunajew"
- Detective Belli (1969), als "Franca"
- Bali (1970), als "Daria"
- Gradiva (1970)
- A Man Called Sledge (Vic Morrow) (1970), als "Ria"
- Les Mariés de l'an II (Jean-Paul Rappeneau) (1971), als "Pauline"
- Il merlo maschio (Pasquale Festa Campanile) (1971), als "Costanza Vivaldi"
- Sans mobile apparent (Philippe Labro) (1971), als "Juliette Vaudreuil"
- All'onorevole piacciono le donne (Lucio Fulci) (1972), als "zuster Hildegarde"
- Docteur Popaul (Claude Chabrol) (1972), als "Martine Dupont"
- Sessomatto (Dino Risi) (1973), (verschillende rollen)
- Malizia (Salvatore Samperi) (1973), als "Angela"
- Peccato veniale (Salvatore Samperi) (1974), als "Laura"
- Simona (1974), als "Simone"
- Mio Dio, come sono caduta in basso! (Luigi Comencini) (1974), als "Eugenia di Maqueda"
- Divina creatura (Giuseppe Patroni Griffi) (1975), als "Manoela Roderighi"
- L'innocente (Luchino Visconti) (1976), als "Giuliana Hermil"
- Gran Bollito (Mauro Bolognini) (1977), als "Sandra"
- Mogliamante (Marco Vicario) (1977), als "Antonia De Angelis"
- Letti selvaggi (Luigi Zampa) (1979), als de zakenvrouw
- Il malato immaginario (Tonino Cervi) (1979), als "Tonina"
- Mi faccio la barca (Sergio Corbucci) (1980), als "Roberta"
- Passione d'amore (Ettore Scola) (1981), als "Clara"
- Casta e pura (Salvatore Samperi) (1981), als "Rosa"
- Il Turno (Tonino Cervi) (1981), als "Stellina"
- Sesso e volentieri (Dino Risi) (1982), als "Carla De Dominicis"
- Porca vacca (Pasquale Festa Campanile) (1982), als "Mariana"
- Viuuulentemente mia (1982), als "Anna Tassotti"
- Tranches de vie (François Leterrier) (1985), als "Monica Belli"
- Grandi magazzini (1986), als "Elèna Anzellotti"
- La venexiana (Mauro Bolognini) (1986), als "Angela"
- La gabbia (Giuseppe Patroni Griffi) (1986), als "Marie Colbert"
- Rimini Rimini (Sergio Corbucci) (1987), als "Noce Bove"
- Roba da ricchi (Sergio Corbucci) (1987), als "Mapi Petruzzelli"
- L'avaro (Tonino Cervi) (1989), als "Frosina"
- Disperatamente Giulia (1989), als "Carmen Milkovič"
- Malizia 2000 (Salvatore Samperi) (1991), als "Angela"